# Сирково (Псковська область)
Сирково (рос. Сырково) — присілок в Бєжаницькому районі Псковської області Російської Федерації.
Населення становить 35 осіб. Входить до складу муніципального утворення Чихачьовське муніципальне утворення.

## Історія
Від 2005 року входить до складу муніципального утворення Чихачьовське муніципальне утворення.

## Населення
| 2001 | 2002 | 2010 |
| ---- | ---- | ---- |
| 62   | →62  | ↘35  |